# Diócesis de Ceriñola-Ascoli Satriano
La diócesis de Ceriñola-Ascoli Satriano (en latín: Dioecesis Ceriniolensis-Asculana Apuliae y en italiano: Diocesi di Cerignola-Ascoli Satriano) es una circunscripción eclesiástica de la Iglesia católica en Italia. Se trata de una diócesis latina, sufragánea de la arquidiócesis de Foggia-Bovino. Desde el 2 de abril de 2022 su obispo es Fabio Ciollaro.

## Territorio y organización

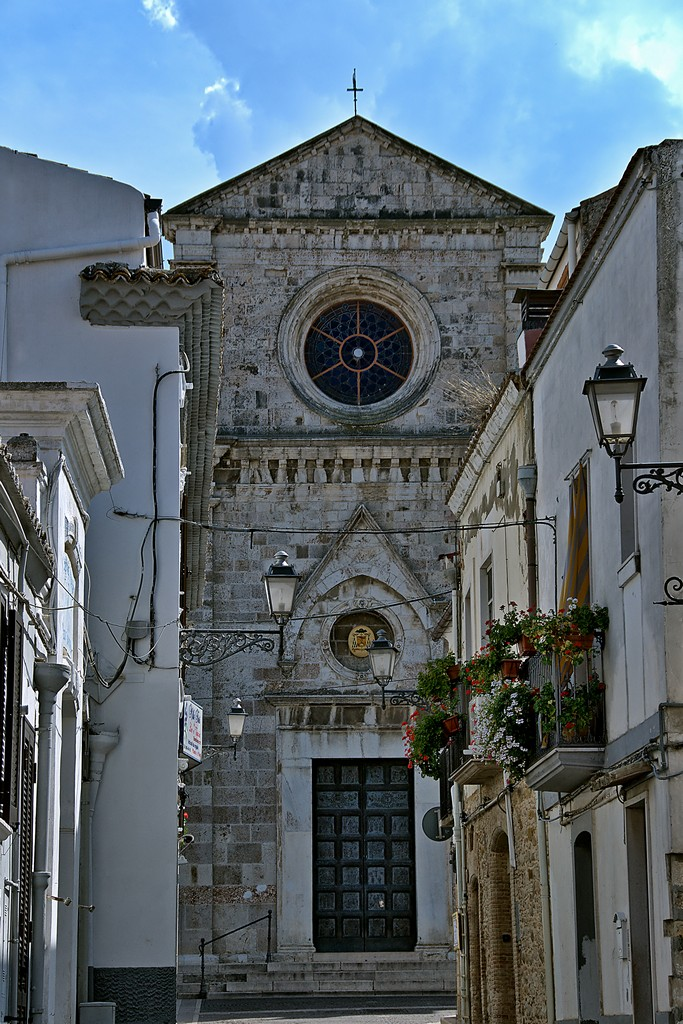
Concatedral de la Natividad de la Santísima Virgen María, en Ascoli Satriano

La diócesis tiene 1328 km² y extiende su jurisdicción sobre los fieles católicos de rito latino residentes en 9 comunas de la provincia de Foggia en la región de Apulia: Ceriñola, Ascoli Satriano, Orta Nova, Carapelle, Stornarella, Stornara, Candela, Ordona y Rocchetta Sant'Antonio.

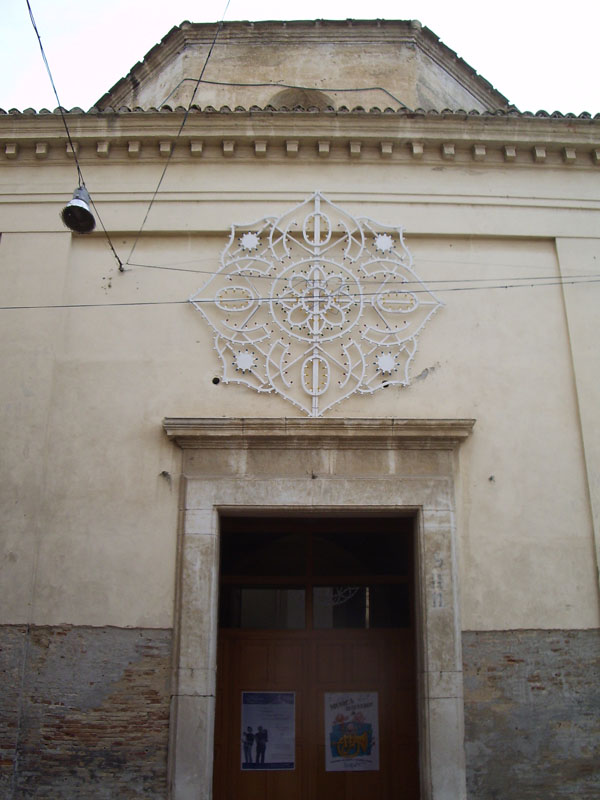
Excatedral de San Francisco de Asís, en Ceriñola

La sede de la diócesis se encuentra en la ciudad de Ceriñola, en donde se halla la Catedral de San Pedro Apóstol y la excatedral de San Francisco de Asís. En Ascoli Satriano se encuentra la Concatedral de la Natividad de la Santísima Virgen María y en Minervino Murge la excatedral de Santa María Asunta.
En 2021 en la diócesis existían 35 parroquias.

## Historia
La diócesis actual nació en 1986 de la unión de dos antiguas diócesis, la de Ascoli Satriano, documentada desde el siglo X, y la de Ceriñola, erigida en 1819.

### Diócesis de Ascoli Satriano
La diócesis de Erdonia fue erigida probablemente en el siglo IV, aunque la tradición sugiere que San León fue obispo de esta sede en el siglo II. El primer y único obispo documentado históricamente es Saturnino, presente en el sínodo romano de 499. Ninguno de los obispos de esta sede estuvo presente en los demás sínodos simaquianos de 501 y 502, lo que indica la crisis en la que estaba inmersa la diócesis de Erdonia, de la que no se encuentran más noticias después. Es probable que su territorio fuera incorporado al de la diócesis de Eca.
Sólo a partir del siglo IX el territorio pudo recuperarse después de la destrucción causada por la primera invasión de los lombardos, por los sarracenos y por la cruenta lucha por el dominio de la región entre los lombardos del Ducado de Benevento y los bizantinos.
Desde la primera anexión al Ducado de Benevento en 668, la Iglesia de Erdonia estuvo sometida a Ascoli Satriano, cuyo territorio pasó bajo la jurisdicción de los obispos de Benevento, que vieron sus derechos confirmados por los emperadores Luis II en 866 y Carlos el Calvo en 875. Estas decisiones fueron confirmadas por los pontífices, a partir de la bula del papa Formoso de 893, retomada por las de los papas Marino II (943) y Juan XII (956).
En el año 969 el papa Juan XIII elevó Benevento al rango de sede metropolitana y permitió al arzobispo consagrar a sus obispos sufragáneos, entre los que se encontraba también el de Ascoli Satriano. Sin embargo, no se conocen obispos de Ascoli hasta el siglo siguiente. La ciudad fue de hecho el centro de encarnizados combates entre lombardos y bizantinos, a los que se unieron más tarde los normandos: en 1041 se consiguió la paz con el nacimiento del ducado normando de Ascoli.
El primer obispo conocido de Ascoli Satriano es una persona anónima que fue depuesto por el papa Alejandro II en marzo de 1067 debido a una irregularidad en su elección. Su sucesor fue Lupo Protospata, autor de un Chronicon rerum in regno Neapolitano gestarum, un documento relativo a los acontecimientos político-religiosos de la época. Se conocen los nombres de algunos obispos de los siglos XII y XIII, entre ellos Risando y Sichenolfo, que firmaron algunos diplomas en 1107 y 1123 respectivamente, y Giovanni, que participó en el Concilio de Letrán de 1179.
Ascoli Satriano «fue sede de algunos conventos religiosos: uno de los benedictinos (1093); dos eremitas agustinos, uno masculino (1300) y otro femenino (1818); uno de los franciscanos conventuales (1399); uno de los menores franciscanos aún existentes (1623)».
La primitiva catedral de Santa María del Principio fue destruida por un terremoto y sustituida en 1455 por la iglesia franciscana de San Francisco, elevada a la dignidad de catedral por bula de Calixto III del 24 de septiembre y dedicada a la Natividad de la Bienaventurada Virgen María.
En 1648 el obispo Pirro Luigi Castellomata erigió un colegio de formación para clérigos cerca de la iglesia de la Annunziata, fuera de las murallas de la ciudad. En el siglo siguiente, el obispo Giuseppe Campanile (1737-1771) sentó las bases para la construcción de un edificio más apropiado para albergar el seminario diocesano. En el siglo XVII surgieron varias cofradías dedicadas al apostolado caritativo, entre ellas las de San Antonio de Padua, de la Inmaculada, del Socorro, del Santísimo Sacramento, de Santa María de los Ángeles, del Purgatorio y de San Roque.

### Diócesis de Ceriñola
La iglesia de San Pietro di Ceriñola, según un antiguo manuscrito publicado en el Codice diplomatico barese, está atestiguada por primera vez en 1225; La mención del primer arcipreste de Ceriñola, Alferio, que prestó juramento a los arzobispos de Bari y Canosa se remonta a 1255. «Documentos posteriores atestiguan la presencia en el territorio de algunas entidades eclesiásticas tituladas «sancte Lucie», «sancte Marie», además de las ya mencionadas «ecclesie sancti Petri». En 1323 el arcipreste y el clero estaban todavía sujetos a la jurisdicción del preboste de Canosa.»
Una bula del papa Calixto III del 30 de abril de 1455 informa explícitamente la expresión Cidonola nullius doecesis, para indicar la independencia de la Iglesia de Ceriñola de la autoridad episcopal y su sumisión directa a la Santa Sede. El mismo título de arciprestazgo nullius está documentado por una visita pastoral realizada en 1580 por Gaspare Cenci, obispo de Melfi y Rapolla. La ciudad y su territorio incluían varias órdenes y congregaciones religiosas con sus monasterios: jesuitas, agustinos, carmelitas, franciscanos y somascos.
Según los privilegios concedidos por Julio II y Pablo IV, los arciprestes ejercían funciones episcopales, excepto la potestad de orden, no siendo consagrados obispos. Debían ser nativos de Ceriñola y formar parte del capítulo de la colegiata de San Pietro.
El 14 de junio de 1819, mediante la bula Quamquam per Nuperrimam del papa Pío VII, el arciprestazgo nullius de Ceriñola fue elevado al rango de diócesis y al mismo tiempo se unió aeque principaliter a la diócesis de Ascoli Satriano. La iglesia parroquial de San Pietro se convirtió en la catedral de la nueva diócesis, compuesta únicamente por la comuna de Ceriñola y hecha sufragánea de la arquidiócesis de Benevento.

### Diócesis unidas
El primer obispo de las sedes unidas fue Antonio Maria Nappi, ya obispo de Ascoli Satriano desde mayo de 1818, nombrado por Pío VII el 20 de julio de 1819. En 1824 celebró un primer sínodo diocesano para la organización de sus dos diócesis.
Entre los obispos más significativos del siglo XIX, se recuerda a Leonardo Todisco Grande, obispo de 1849 a 1872. «En Ascoli monseñor Todisco vivió los años más atormentados de su existencia; pero fue precisamente en este período que produjo sus documentos más importantes: edictos, notificaciones, cartas pastorales, Relationes ad limina y el sínodo, celebrado en 1853, tendente a una formación cristiana completa en la restauración de aquellos valores religiosos que parecían haber sido olvidados. Restauró el palacio episcopal y la catedral de Ascoli Satriano. Reconstruyó el seminario que había sido gravemente dañado por el terremoto del 14 de agosto de 1851».
En 1873 comenzaron las obras de construcción de la nueva catedral de Ceriñola, en sustitución de la anterior iglesia de San Pietro. El nuevo edificio, conocido como "Duomo Tonti", se completó en 1934.
En 1885 las dos diócesis comprendían un total de 10 parroquias, de las cuales 7 estaban en la diócesis de Ascoli Satriano (en Ascoli Satriano, Candela, Orta Nova y Stornarella) y 3 en la diócesis de Ceriñola (todas en la ciudad episcopal), con una población total de poco más de 50 000 habitantes.
Por decreto Cum Excellentissimus de la Congregación Consistorial del 14 de enero de 1958, se estableció la obligación para los obispos de residir seis meses al año en Ascoli Satriano, y los otros seis meses en Ceriñola; y tener una curia diocesana en cada una de las ciudades episcopales. Estas disposiciones derogaron las establecidas el 19 de noviembre de 1949, que habían permitido a los obispos establecer su residencia permanente en Ascoli Satriano.
El 30 de abril de 1979 las diócesis unidas de Ascoli Satriano y Ceriñola pasaron a formar parte de la nueva provincia eclesiástica de la arquidiócesis de Foggia mediante la bula Sacrorum Antistites del papa Juan Pablo II.
El 25 de mayo de 1983, según el decreto De animarum de la Congregación para los Obispos, la diócesis de Ascoli Satriano adquirió la comuna de Rocchetta Sant'Antonio de la diócesis de Lacedonia.
El 30 de septiembre de 1986, mediante el decreto Instantibus votis de la Congregación para los Obispos, las dos sedes fueron unidas con la fórmula plena unione y la nueva circunscripción eclesiástica asumió el nombre actual.
El 24 de julio de 2007 se inauguró en Ascoli Satriano, en las instalaciones del antiguo monasterio de Santa Maria del Popolo, un complejo museístico formado por el "Museo de la Diócesis de Ceriñola-Ascoli Satriano" y el "Museo Cívico Arqueológico Pasquale Rosario" del Ayuntamiento de Ascoli Satriano.

## Estadísticas
Según el Anuario Pontificio 2022 la diócesis tenía a fines de 2021 un total de 102 425 fieles bautizados.
| Año                                                                             | Población            | Población | Población      | Sacerdotes | Sacerdotes    | Sacerdotes    | Bautizados por sacerdote | Diáconos permanentes | Religiosos | Religiosos | Parroquias |
| Año                                                                             | Bautizados católicos | Total     | % de católicos | Total      | Clero secular | Clero regular | Bautizados por sacerdote | Diáconos permanentes | Varones    | Mujeres    | Parroquias |
| ------------------------------------------------------------------------------- | -------------------- | --------- | -------------- | ---------- | ------------- | ------------- | ------------------------ | -------------------- | ---------- | ---------- | ---------- |
| 1950                                                                            | 86 000               | 86 000    | 100.0          | 75         | 55            | 20            | 1146                     |                      | 24         | 110        | 18         |
| 1959                                                                            | 98 302               | 99 591    | 98.7           | 69         | 56            | 13            | 1424                     |                      | 17         | 149        | 22         |
| 1970                                                                            | 84 864               | 86 183    | 98.5           | 72         | 52            | 20            | 1178                     |                      | 22         | 133        | 34         |
| 1980                                                                            | 88 423               | 90 194    | 98.0           | 69         | 49            | 20            | 1281                     |                      | 25         | 121        | 39         |
| 1990                                                                            | 100 000              | 100 500   | 99.5           | 57         | 42            | 15            | 1754                     |                      | 17         | 111        | 40         |
| 1999                                                                            | 103 230              | 105 230   | 98.1           | 56         | 47            | 9             | 1843                     | 9                    | 12         | 90         | 40         |
| 2000                                                                            | 102 062              | 103 562   | 98.6           | 69         | 57            | 12            | 1479                     | 11                   | 14         | 88         | 40         |
| 2001                                                                            | 103 286              | 104 886   | 98.5           | 64         | 52            | 12            | 1613                     | 11                   | 14         | 88         | 40         |
| 2002                                                                            | 103 084              | 104 259   | 98.9           | 56         | 45            | 11            | 1840                     | 11                   | 13         | 87         | 40         |
| 2003                                                                            | 98 641               | 103 962   | 94.9           | 61         | 50            | 11            | 1617                     | 12                   | 12         | 89         | 40         |
| 2004                                                                            | 101 042              | 104 728   | 96.5           | 59         | 48            | 11            | 1712                     | 12                   | 14         | 88         | 40         |
| 2006                                                                            | 102 600              | 106 600   | 96.2           | 61         | 49            | 12            | 1681                     | 15                   | 15         | 83         | 40         |
| 2013                                                                            | 101 719              | 107 433   | 94.7           | 57         | 44            | 13            | 1784                     | 14                   | 15         | 72         | 34         |
| 2016                                                                            | 101 415              | 110 891   | 91.5           | 60         | 46            | 14            | 1690                     | 14                   | 16         | 74         | 34         |
| 2019                                                                            | 101 136              | 110 770   | 91.3           | 54         | 41            | 13            | 1872                     | 13                   | 15         | 64         | 68         |
| 2021                                                                            | 102 425              | 107 657   | 95.1           | 56         | 41            | 15            | 1829                     | 13                   | 16         | 55         | 35         |
| Fuente: Catholic-Hierarchy, que a su vez toma los datos del Anuario Pontificio. |                      |           |                |            |               |               |                          |                      |            |            |            |

## Episcopologio

### Cronología de los obispos propuesta por Todisco Grande (sigloI-XI)
La presente cronología de 43 obispos, relativa al período del siglo I al XI, fue propuesta por el obispo de Ascoli Satriano y Ceriñola Leonardo Todisco Grande (1849-1872) en la obra Memoria diocesis Asculi Satriani et eiusdem diocesis series episcoporum usque ad annum 1853 (Nápoles, 1853). La mayoría de estos obispos, sin embargo, pertenecen a la cronología tradicional de los obispos y arzobispos de Benevento.
- San Leone † (105-174)[nota 1]
- Teofilo † (313-366)
- Liniano I † (366)
- Emilio † (384-415 falleció)
- Giovanni I † (415-circa 447 falleció)
- M. Doro † (448-490 falleció)
- Sofo † (490-494 falleció)
- Epifanio † (494-circa 520 falleció)
- Felice I † (520-533 falleció)
- Marciano † (533-543 falleció)
- Zosimo † (543-?)
- Felice II † (585-591 falleció)
- Liniano II † (591-599 falleció)
- Davide I † (600-603 falleció)
- Barbaro † (603-615 falleció)
- Alfano I † (615-622 falleció)
- Ildebrando † (622-?)
- Alderico † (700-733 falleció)
- Tito † (733-circa 743 falleció)[nota 2]
- Cesario † (743-?)[nota 3]
- Giovanni II †
- David II † (768/772-824)
- Gutto † (825-833 falleció)
- Urso † (833-845 falleció)
- Giovanni III † (845-852 falleció)
- Carlo † (852-868 falleció)
- Giovanni IV † (868-875 falleció)
- Angione o Aione † (875-886 falleció)
- Conservato † (886-894 falleció)
- Pietro I † (894-?)
- Valdefrido † (908-911 falleció)
- Giovanni V † (911-?)
- Vincenzo † (954-957 falleció)
- Landolfo † (957-?)
- Maldefrido † (circa 965/972-984)
- Alone † (984-998)
- Alfano II † (998-?)
- Mundo † (1009-1011 falleció)
- Alfano III † (1011-?)
- Valderico † (1053-1059 falleció)
- Mauro † (1059-1072 falleció)
- Aurelio † (1072-circa 1091 falleció)
- Giovanni VI † (1092-?)

### Obispos de Ascoli Satriano
- Anónimo † (?-marzo de 1068 depuesto)[nota 4]
- Lupo Protospata † (antes de octubre de 1067-circa 1102 falleció)[nota 5]
- Risando † (mencionado en 1107)[19]
- Sichenolfo † (mencionado en 1123)[19]
- Giovanni † (mencionado en 1179)[19]
- Anónimo † (mencionado el 11 de noviembre de 1182)[20]
- Anónimo † (documentado en 1184 y en 1188)[20]
- Goffredo † (antes de noviembre de 1189-26 de octubre de 1200 falleció)[20]
- Pietro † (antes de noviembre de 1205-20 de noviembre de 1237 falleció)[20][nota 6]
  - Sede vacante (circa 1239-?)[20]
- Anónimo † (mencionado en 1266)[20]
- Anónimo † (mencionado en 1268)[20][nota 7]
- Anónimo † (antes de agosto de 1270-después de mayo de 1271)[20]
- Benedetto † (6 de marzo de 1274-circa 1293 falleció)[20][nota 8]
- Ruggero † (antes de 1295-después de mayo de 1304)[20]
- Angelo † (1308-circa 1311 falleció)
- Francesco I † (19 de mayo de 1311-1311 falleció)
- Francesco II † (3 de julio de 1311-circa 1322 falleció)
- Benedetto, O.E.S.A. † (1322-1330 falleció)[21]
- Pietro II † (?-1353 falleció)
- Pietro III de Pironti † (29 de enero de 1354-1376 falleció)
- Pietro IV † (1376-1396 falleció)[nota 9]
- Francesco Pasquarelli, O.E.S.A. † (6 de abril de 1397-1418 falleció).[22]
- Giacomo † (22 de mayo de 1419-1458 falleció)
- Giovanni Antonio Boccarelli † (13 de noviembre de 1458-9 de agosto de 1469 nombrado obispo de Nola)
- Francesco Pietro Luca di Gerona, O.P. † (6 de septiembre de 1469-27 de noviembre de 1477 nombrado obispo de Teramo)
- Fazio Gallerani † (27 de noviembre de 1477-11 de agosto de 1479 falleció)
- Giosuè de Gaeta † (1 de diciembre de 1480-23 de mayo de 1509 renunció)
- Agapito Giosuè de Gaeta † (23 de mayo de 1509-1512 falleció)
- Giosuè de Gaeta † (8 de mayo de 1513-28 de mayo o 1 de junio de 1517 renunció) (por segunda vez)
- Giovanni Francesco de Gaeta † (28 de mayo o 1 de junio de 1517-10 de noviembre de 1566 falleció)
- Marco Lando † (22 de agosto de 1567-1593 falleció)
- Francesco Bonfiglio, O.F.M.Conv. † (31 de mayo de 1593-1593/1594 falleció)
- Ferdinando D'Avila, O.F.M.Obs. † (9 de marzo de 1594-1620 falleció)
- Francesco Maria de Marra † (29 de abril de 1620-1624 falleció)
- Francesco Andrea Gelsomino, O.E.S.A. † (9 de junio de 1625-8 de diciembre de 1629 falleció).[23]
- Giorgio Bolognetti † (23 de septiembre de 1630-28 de febrero de 1639 nombrado obispo de Rieti)
- Michele Rezia † (8 de agosto de 1639-marzo o de abril de 1648 falleció)
- Pirro Luigi Castellomata † (23 de noviembre de 1648-octubre de 1656 falleció)
- Giacomo Filippo Bescapè † (28 de mayo de 1657-13 de agosto de 1672 falleció)
- Felice Via Cosentino † (14 de noviembre de 1672-diciembre de 1679 falleció)
- Filippo Lenti † (29 de abril de 1680-septiembre de 1684 falleció)
- Francesco Antonio Punzi † (14 de mayo de 1685-28 de marzo de 1728 falleció)
- Antonio de Martinis † (10 de mayo de 1728-noviembre de 1737 falleció)
- Giuseppe Campanile † (20 de diciembre de 1737-17 de octubre de 1771 falleció)
- Emanuele de Tomasi † (16 de diciembre de 1771-5 de enero de 1807 falleció)
  - Sede vacante (1807-1818)
- Antonio Maria Nappi † (25 de mayo de 1818-20 de julio[10] de 1819 nombrado obispo de Ascoli Satriano y Ceriñola)

### Obispos de Ascoli Satriano y Ceriñola
- Antonio Maria Nappi † (20 de julio[10] de 1819-2 de mayo de 1830 falleció)
- Francesco Iavarone † (2 de julio de 1832-20 de abril de 1849 nombrado obispo de Sant'Agata de' Goti)
- Leonardo Todisco Grande † (20 de abril de 1849-13 de mayo de 1872 falleció)
- Antonio Sena † (23 de diciembre de 1872-20 de marzo de 1887 falleció)
- Domenico Cocchia, O.F.M.Cap. † (23 de mayo de 1887-18 de noviembre de 1900 falleció)
- Angelo Struffolini † (15 de abril de 1901-1 de julio de 1914 renunció)
- Giovanni Sodo † (2 de junio de 1915-24 de julio de 1930 falleció)
- Vittorio Consigliere, O.F.M.Cap. † (1 de septiembre de 1931-15 de marzo de 1946 falleció)
- Donato Pafundi † (22 de junio de 1946-18 de julio de 1957 falleció)
- Mario Di Lieto † (21 de noviembre de 1957-30 de septiembre de 1986 nombrado obispo de Ceriñola-Ascoli Satriano)

### Obispos de Ceriñola-Ascoli Satriano

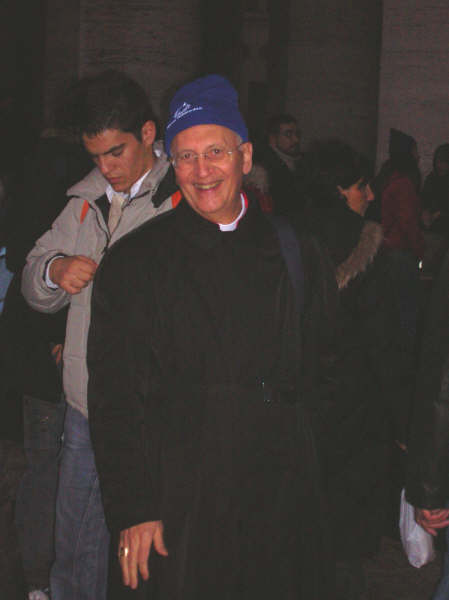
Vincenzo D'Addario, obispo de Ceriñola-Ascoli Satriano de 1987 a 1990

- Mario Di Lieto † (30 de septiembre de 1986-16 de abril de 1987 retirado)
- Vincenzo D'Addario † (16 de abril de 1987 por sucesión-2 de junio de 1990 nombrado arzobispo de Manfredonia-Vieste)
- Giovan Battista Pichierri † (21 de diciembre de 1990-13 de noviembre de 1999 nombrado arzobispo de Trani-Barletta-Bisceglie)
- Felice di Molfetta (29 de abril de 2000-1 de octubre de 2015 retirado)
- Luigi Renna (1 de octubre de 2015-8 de enero de 2022 nombrado arzobispo de Catania)[nota 10]
- Fabio Ciollaro, desde el 2 de abril de 2022